# Журавинка (зупинний пункт, Гомельський район)
Журавинка (біл. Журавінка) — зупинний пункт Гомельського відділення Білоруської залізниці в Гомельському районі Гомельської області. Розташований за 2,3 км на північний захід від села Грабівка; на лінії Ліски — Кравцовка, між станцією Терюха і зупинним пунктом Грабівка.